# Валтурнанш
Валтурнанш (фр. Valtournenche, итал. Valtournenche) је насеље у Италији у округу Долина Аосте, региону Долина Аосте.
Према процени из 2011. у насељу је живело 2198 становника. Насеље се налази на надморској висини од 1518 м.

## Становништво
| 1931. | 1936. | 1951. | 1961. | 1971. | 1981. | 1991. | 2001. | 2011. |
| ----- | ----- | ----- | ----- | ----- | ----- | ----- | ----- | ----- |
| 1.381 | 1.454 | 1.423 | 1.595 | 1.919 | 2.051 | 2.199 | 2.198 | 2.147 |